# هربرت ريتش (متسابق يخت)
هربرت ريتش (بالألمانية: Herbert Reich)‏ هو متسابق يخت ألماني، ولد في 18 يوليو 1938.

## وصلات خارجية
- هربرت ريتش على موقع أوليمبيديا (الإنجليزية)